# 馬入新田水芭蕉群生地

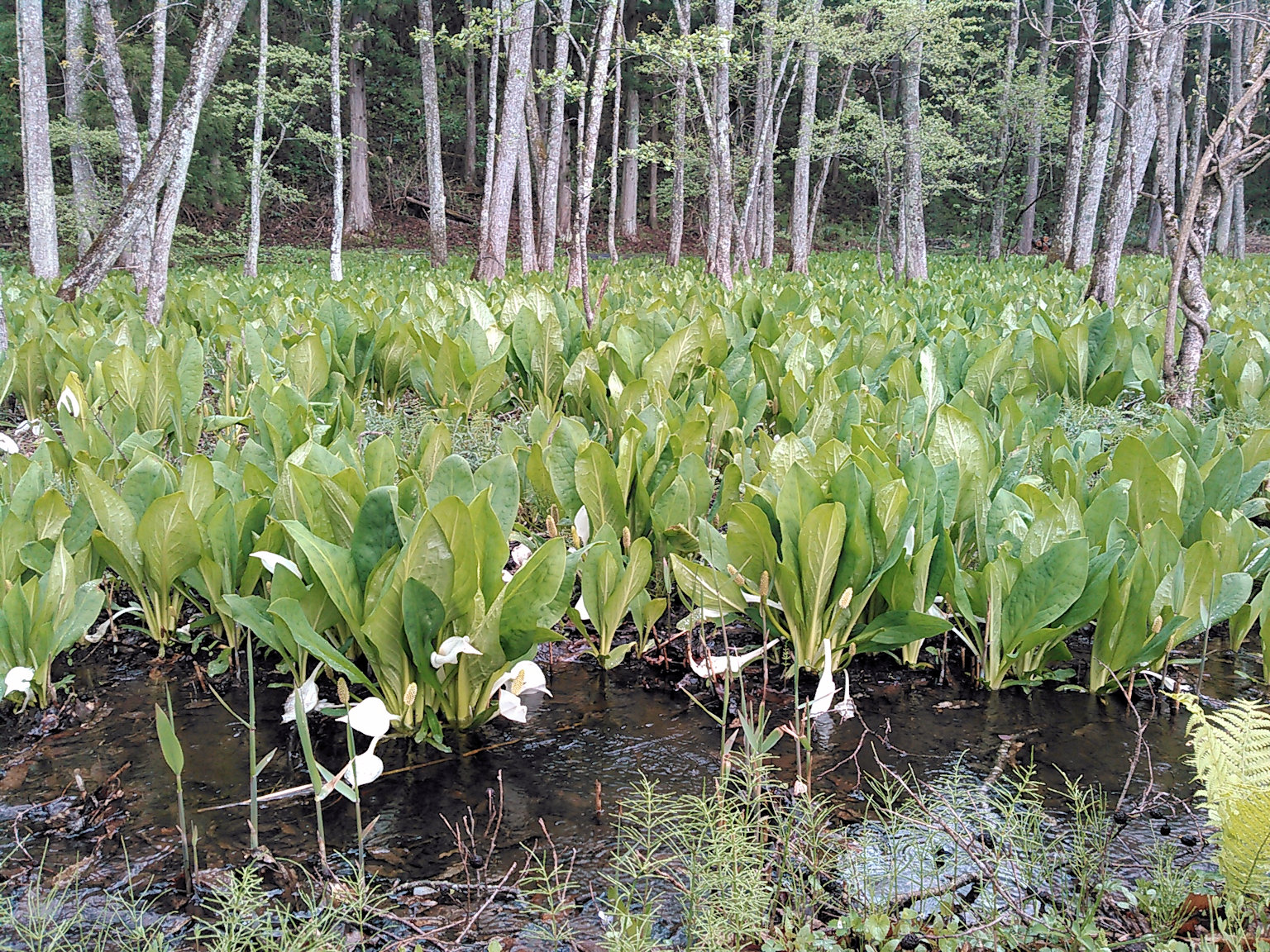
馬入新田水芭蕉群生地

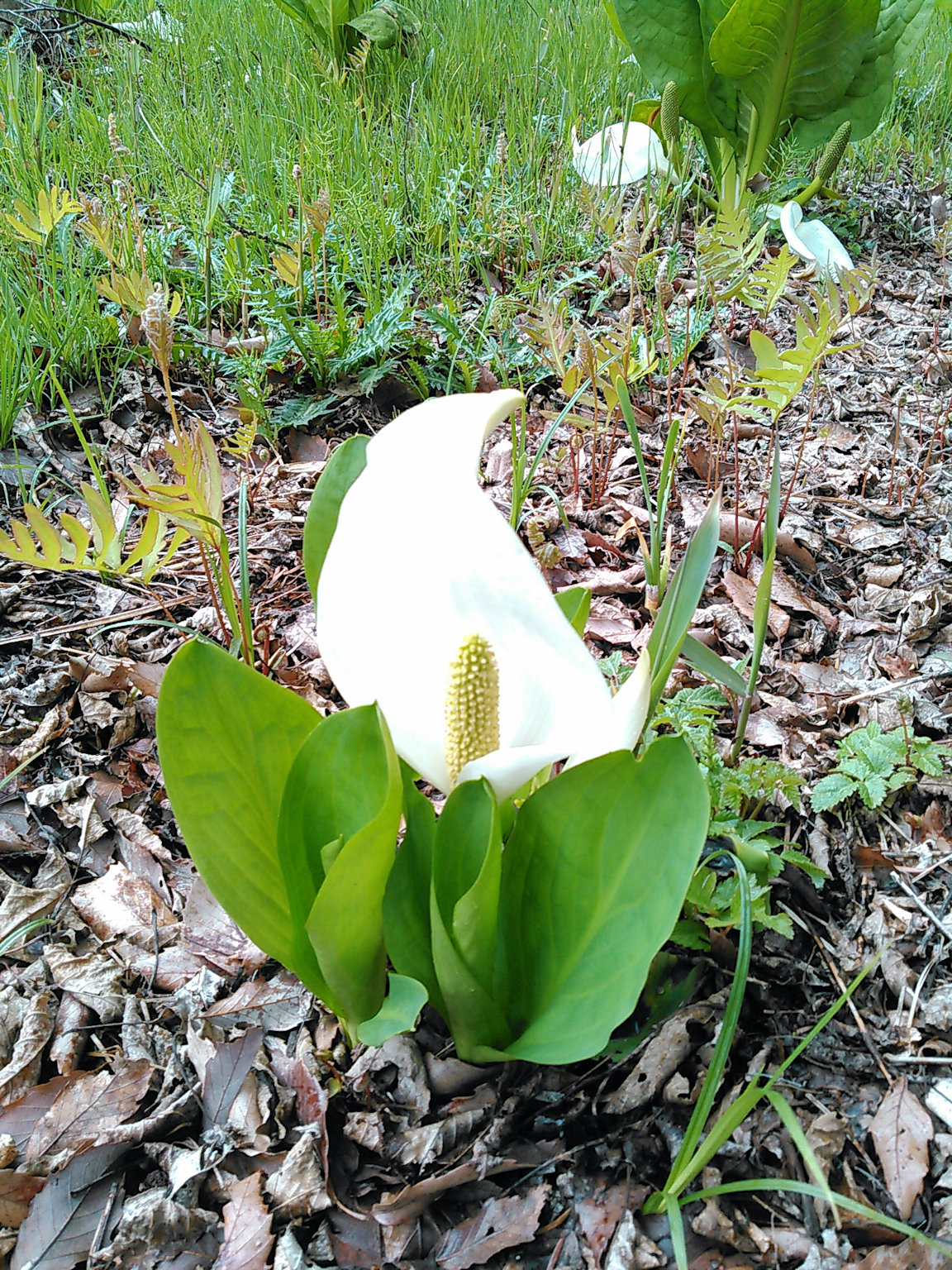
馬入新田の水芭蕉

馬入新田水芭蕉群生地（ばにゅうしんでんみずばしょうぐんせいち）は福島県郡山市湖南町馬入新田にあり、水芭蕉が群生する標高500mのほどの湿原林。

## 概要
郡山市湖南町の布引山の裾野に位置する約10,000m2のハンの木の湿原林内に遊歩道や木道が整備され、4月下旬から5月にかけては数千株の水芭蕉が開花するのを見ることができる。
また、4月下旬には、水芭蕉祭りも行われる。
北緯36度が自然分布の南限とされる水芭蕉が標高500mほどの低地で群生しているのは珍しく、1972年（昭和47年）10月23日、郡山市指定天然記念物に指定された。

## アクセス
- 郡山南ICより車で40分（県道6号、国道294号、県道235号経由）、駐車場（60台程度駐車可）あり。

## 近隣　名所・旧跡・観光スポット
- 布引風の高原
- 隠津島神社
- 菅滝